# جمعیت آزادی مردم ایران

## تشکیل جمعیت آزادی مردم ایران
با گذشت مدتی از آغاز ائتلاف حزب ایران با اعضای نهضت خداپرستان سوسیالیست با توجه به اینکه ادامه کار در حزب ایران برای اعضای نهضت خداپرستان سوسیالیست ممکن نبود در تاریخ ۱۳۳۱/۱۱/۲۷ رسماً استعفای خود از حزب ایران را اعلام داشتند و در هفته نامه مردم ایران مورخ ۱۳۳۱/۱۱/۲۷ شماره ۱۱ تأسیس حزب آزادی مردم ایران را به اطلاع عموم رساندند.
هفته نامه مردم ایران به صاحب امتیازی معین‌الدین مرجایی به عنوان ارگان رسمی جمعیت آزادی مردم ایران معرفی گردید. در همین زمان اعضای نهضت در شهرستان‌ها و برخی از اعضای حزب ایران در شیراز و مشهد (با هدایت محمد تقی شریعتی و طاهر احمدزاده و علی شریعتی ودکتر سامی) از اعضای جمعیت آزادی مردم ایران و وابستگان به جبهه ملی ایران فعالیت‌های خود را گسترش می‌دادند و بدین ترتیب حزب گسترش می‌یافت. در همین حال جمعیت آزادی مردم ایران فعالیت‌های خود را جدا از استان‌ها و مراکز آن به سمت شهرستان‌های کوچک سوق داد که در حقیقت محل نبرد با حزب توده و سلطنت طلبان در یک سو و آگاهی رسانی و مبارزه با فقر و بی سوادی در سوی دیگر بود.

## کودتای ۲۸ مرداد و تغییر نام حزب و نهضت مقاومت ملی
یک سال و نیم پس از کودتای پس از کودتای ۲۸ مرداد ۱۳۳۲ جمعیت آزادی مردم ایران که در شمار گروه‌های تشکیل دهندهٔ نهضت مقاومت ملی بودو نام خود را به «حزب مردم ایران» تغییر داد و تا تشکیل جبهه ملی دوم به فعالیت در نهضت مقاومت ملی پرداخت.
در شب بعد از کودتا حزب آزادی مردم ایران جلسه‌ای تشکیل می‌دهد و از  محمد مصدق اعلام پشتیبانی می‌کند. ایدهٔ اولیه ایجاد تشکلی برای مقابله با کودتا به ذهن محمد نخشب رسید و با مذاکراتی که باسید رضا زنجانی با حضور حسین شاه‌حسینی و ابراهیم کریم آبادی شد. هسته اولیه تشکیل دهنده نهضت مقاومت ملی شامل محمد نخشب، حسین شاه‌حسینی و سید رضا زنجانی و ابراهیم کریم آبادی بودند. همواره در این دوران از سوی حزب مردم ایران یک نفر نماینده حضور داشت: نمایندگان حزب عبارت بودند از: محمد نخشب، حسین راضی، علی اکبر نوشین و معین‌الدین مرجایی